# Хрушево
Хрушево (словен. Hruševo) — поселення в общині Доброва-Полхов Градець, Осреднєсловенський регіон, Словенія. 
Висота над рівнем моря: 318,7 м.